# Леясциемс
Ле́ясциемс (латыш. Lejasciems) — село в Латвии, центр Леясциемской волости Гулбенского края. Население 2007 — 712 человек; во всей волости — 1778 человек (2010).
Находится в 23 километрах от Гулбене, в живописном месте слияния рек Гауи и Тирзы, издавна служивших важными водными дорогами. Современная территория в XIII веке входила в состав населённых латгалами земель Талавы и Атзеле, до XVI века в подчинении у Рижского архиепископа. В 1561 отошла к Польше, с 1629 к Швеции. В начале XVIII века присоединена к России. Со временем приобретает статус местечка (1873). Немецкое название — Aahof. В посёлке построена церковь, спроектированная знаменитым рижским архитектором Константином Пекшенсом.
После образования Латвийского государства, было создано Леясциемское самоуправление (1922), через четыре года в 1928 году Леясциемс становится городом. Синяя полоса на гербе символизирует реку Гаую, а золотое поле — поселение на берегу.
Значение нового города как важного административного центра заметно ослабло с постройкой железной дороги Плявиняс — Гулбене — Валка. Хозяйственная активность сместилась, численность населения снизилась и в 1939 городское образование было ликвидировано.
В советское время населённый пункт был центром Леясциемского сельсовета Гулбенского района. В селе располагался колхоз «Комунарс».
В посёлке открыты две школы: начальная и средняя, волостная библиотека, образовательное учреждение «Кamenīte» (Шмель). Работают два кафе и две парикмахерские, эстрада, врачебная практика, бюро сельского туризма, центр сохранения традиций и культурно-исторического наследства.

## Известные уроженцы
- Зента Мауриня (1897—1978) — латвийская писательница
- Роберт Эйдеман (1895—1937) — советский военачальник
- Анна Саксе (1905—1981) — латвийская писательница